# 1940 v letectví
Tento článek obsahuje seznam událostí souvisejících s letectvím, které proběhly roku 1940.

## Události

### Červen
- V noci ze 7. na 8. června – Farman F.223 „Jules Verne“ ze stavu Escadrille B5 francouzské Aéronavale podnikl nálet na průmyslové cíle v Berlíně, v odvetu za německý nálet na Paříž 3. června.[1] Šlo o první bombardování Berlína za druhé světové války.

### Červenec
- 10. července – německými leteckými útoky na britské lodě v kanálu La Manche začala bitva o Británii

### Srpen
- 15. srpna – probíhají nejtěžší boje bitvy o Británii. Britové ztrácí 46 a Němci 76 letadel.
- 25.–26. srpna – Royal Air Force provedla svůj první nálet na Berlín
- 31. srpna – do bojů se zapojuje polská 303. stíhací peruť, nejvýkonnější spojenecká peruť celé bitvy o Británii

### Říjen
- 8. října – nejúspěšnější pilot bitvy o Británii, Čech Josef František (17 sestřelů), umírá při letecké nehodě

## První lety
- Archangelskij Ar-2
- Brewster SB2A Buccaneer
- VEF I-16

### Leden
- 13. ledna – Jakovlev I-26, prototyp stíhacího letounu Jakovlev Jak-1

### Únor
- 24. února – Hawker Typhoon, prototyp P5212

### Březen
- 20. března – Armstrong Whitworth Albemarle, prototyp P1361
- 22. března – Fleet Fort
- 30. března – I-22 (později přeznačený na Lavočkin LaGG-1)

### Duben
- Beljajev DB-LK
- Rogožarski R-313
- 1. dubna – Grumman XF5F Skyrocket
- 5. dubna – I-200

### Květen
- 1. května – Douglas SBD Dauntless
- 3. května – Bell FL Airabonita
- 13. května – Vought-Sikorsky VS-300, vrtulník, volný let
- 29. května – Vought XF4U-1

### Červen
- Reggiane Re.2001
- 14. června – Lavočkin LaGG-3
- 28. června – Grumman G-44 Widgeon

### Srpen
- 10. srpna – Macchi MC.202
- 14. srpna – Caproni Ca.316
- 19. srpna – North American B-25 Mitchell
- 27. srpna – Caproni-Campini N.1, italský experimentální letoun

### Září
- Aiči H9A
- 14. září – Miles M.20, britský prototyp stíhacího letounu

### Říjen
- CANT Z.511
- 12. října – Iljušin CKB-57, prototyp bitevního letounu Iljušinu Il-2
- 26. října – North American NA-73X, prototyp stíhacího letounu P-51 Mustang
- 29. října – I-200 č.4, prototyp MiG-3

### Listopad
- General Aircraft Hotspur
- 25. listopadu – de Havilland Mosquito, prototyp W4050
- 25. listopadu – Martin B-26 Marauder
- 29. listopadu – Junkers Ju 288

### Prosinec
- 7. prosince – Fairey Barracuda, prototyp P1767
- 18. prosince – Curtiss SB2C Helldiver
- 23. prosince – Messerschmitt Me 261